# Mike Nicol
Mike Nicol (* 1951 in Kapstadt, Südafrikanische Union) ist ein südafrikanischer Schriftsteller und Journalist.

## Leben
In den 1970er-Jahren studierte Nicol an der Witwatersrand-Universität in Johannesburg und machte sich anschließend als Lyriker, Romancier und Essayist einen Namen. Heute lebt er als freier Schriftsteller und Journalist in Kapstadt.
Neben einem Gedichtband und journalistischen Arbeiten (unter anderem für das Magazin African Wildlife und die Zeitschrift Leadership) schrieb Nicol in den 1980er- und 1990er-Jahren vier Romane, die ihn international bekannt machten.
Im weitesten Sinne kann man Nicols fiktionale Texte als historische Romane bezeichnen, die sich mit mehr oder weniger bekannten gesellschaftspolitischen Aspekten Südafrikas befassen: der Allgewalt der Polizei im Apartheidsstaat des 1985 verhängten „state of emergency“ (The Powers That Be, 1989), den chiliastischen Erweckungsbewegungen der von schwarzen Visionären gegründeten Free Churches und ihrer brutalen Vernichtung in den 1920er-Jahren (This Day and Age, 1992), der ausufernden Gewalttätigkeit und Gesetzlosigkeit, die der Goldrausch der 1880er-Jahre im Witwatersrand, der Gegend um Johannesburg, auslöste (Horseman, 1994) und schließlich den in jüngster Zeit im Gefolge der Aufarbeitung von Regierungsverbrechen ans Licht gekommenen schmutzigen Tricks und Waffenschiebereien des südafrikanischen Geheimdienstes (The Ibis Tapestry, 1998).
2006 veröffentlichte er das Buch Mandela. Das Porträt. Es enthält neben einem Vorwort von Kofi Annan und einer Einleitung von Erzbischof Desmond Tutu sechzig Interviews mit Prominenten über Nelson Mandela, unter anderem mit Bill Clinton, Bono, Tony Blair und Thabo Mbeki. Von Nicol selber stammt der biografische Teil des Buches.
In Deutschland bekannt geworden ist Nicol durch seine Thriller-Trilogie payback (2008), killer country (2010) und black heart (2011) um die früheren Waffenschmuggler Mace Bishop und Pylon Buso, die einen Sicherheitsservice in Kapstadt betreiben.
Nicol verbrachte 1997 ein Jahr als Stipendiat des DAAD in Berlin und erhielt 2002 eine Gastprofessur als „Poet in Residence“ an der Universität-Gesamthochschule Essen.
Er wurde mit mehreren Literaturpreisen, darunter 1980 mit dem renommierten südafrikanischen Ingrid Jonker Prize für Among the Souvenirs und 1993 mit dem CNA Literary Award für This Day And Age ausgezeichnet. Sein Thriller payback wurde 2012 in Deutschland Krimi des Jahres (Platz 8) in der KrimiWelt-Bestenliste.

## Werke (Auswahl)
- Among the Souvenirs, (Lyrik) 1978
- African Animals, (Kinderbuch) 1982
- The Powers That Be, (Roman) 1989
  - Die Feuer der Macht, dt. von Thomas Piltz, Rowohlt, Reinbek bei Hamburg 1989, ISBN 3-498-04634-9
- A Good-Looking Corpse: World of Drum - Jazz and Gangsters, Hope and Defiance in the Townships of South Africa, (Sachbuch) 1991
- This Day And Age, (Roman) 1992
  - Seit Jahr und Tag, dt. von Thomas Piltz, Rowohlt, Reinbek bei Hamburg 1993, ISBN 3-498-04636-5.
- This Sad Place, (Lyrik) 1993
- Horseman, (Roman) 1994
  - Der Reiter, dt. von Thomas Piltz, Rowohlt, Reinbek bei Hamburg 1995. ISBN 3-498-04671-3.
- A Waiting Country. A South African Witness, (Sachbuch) 1994
  - Plötzlich ein freies Gefühl. Südafrikas Aufbruch in die Gegenwart, dt. von Kurt Neff; Rowohlt, Reinbek bei Hamburg 1995. ISBN 3-498-04672-1.
- Bra Henry, (Erzählung) 1997
- The Ibis Tapestry, (Thriller) 1998
- The New Bourgeois World, (Essay) 1999
  - Die neue bürgerliche Welt, dt. von Thomas Brückner, in: Wespennest Nr. 117, 1999
- Invisible Line, (Sachbuch, zusammen mit Ken Osterbroek) 2000
- Sea-mountain, Fire City: Living in Cape Town at the Turn of the 20th Century, (Sachbuch) 2001
- It’s a blackboard bungle, (Essay) 2001
- Eine Art Bürgerkrieg, (Essay) 2001
- Sieben Momentaufnahmen aus der „zivilisierten Welt“, (Essay) 2002
- What Daddy Loves, (Kinderbuch, zusammen mit Sue Kassirer und Jerry Smath) 2003
- Out to Score, (Kriminalroman, zusammen mit Joanne Hichens) 2005
- Mandela. Das Porträt, (Sachbuch) 2006
- The Firm: A Biography of Webber Wentzel Bowens, (Sachbuch) 2006
- John Lennon – Imagine, (Sachbuch) 2008
- Dalai Lama Compassion, (Sachbuch) 2008

- „Die Rache-Trilogie“
  - payback, (Thriller) 2008
    - payback, dt. von Mechthild Barth; btb, München 2011, ISBN 978-3-442-74283-7.

  - killer country, (Thriller) 2010
    - killer country, dt. von Mechthild Barth; btb, München 2012, ISBN 978-3-442-75381-9.

  - black heart, (Thriller) 2011
    - black heart, dt. von Mechthild Barth; btb, München 2014, ISBN 978-3-442-74285-1.

- Power Play, (Thriller) 2015
  - Power Play, dt. von Mechthild Barth; btb, München 2016, ISBN 978-3-442-71377-6.

- „Die Kapstadt-Serie“
  - Of Cops & Robbers, (Thriller) 2013
    - Bad Cop, dt. von Mechthild Barth; btb, München 2015, ISBN 978-3-442-74845-7.

  - Agents of the State, (Thriller) 2016
    - Korrupt, dt. von Mechthild Barth; btb, München 2018, ISBN 978-3-442-71592-3.

  - Sleeper, (Thriller) 2018
    - Sleeper, dt. von Mechthild Barth; btb, München 2019, ISBN 978-3-442-71731-6.

  - The Rabbit Hole, (Thriller) 2021
    - Das Schlupfloch, dt. von Mechthild Barth; btb, München 2021, ISBN 978-3-442-77065-6.

  - Hammerman: A Walking Shadow, (Thriller) 2022
    - Hitman, dt. von Mechthild Barth; btb, München 2024, ISBN 978-3-442-77434-0.